# Gregorio di Cesarea
Gregorio di Cesarea (fl. VII secolo) è stato un religioso bizantino, sacerdote a Cesarea in Cappadocia, vissuto probabilmente intorno al VII secolo o in seguito.

## Biografia
A lui sono attribuiti tre libri:
- Vita Sancti Gregorii Nazianzeni[3]
- Scholia in Orationes XVI. Nazianzeni
- In Patres Nicaenos